# Mária Amália badeni hercegnő
Mária Amália badeni hercegnő, férjezett Mária Amália hamiltoni hercegné (németül: Prinzessin Marie Amelie von Baden, angolul: Mary Amelie, Duchess of Hamilton, teljes nevén Marie Amelie Elisabeth Karoline; Karlsruhe, 1817. október 11. – Baden-Baden, 1888. október 17.) badeni hercegnő, férje William Alexander Anthony Archibald Hamilton, férje révén Douglas és Clydesdale márkinéja, majd Hamilton hercegnője és Brandon hercegnője.

## Élete
Mária Amália hercegnő 1817-ben született a Badeni Nagyhercegség fővárosában Károly badeni nagyherceg és Stéphanie de Beauharnais grófnő harmadik, utolsó leányaként. Édesanyja, aki a Beauharnais-házból származott és I. Napóleon francia császár gyámleányaként francia császári hercegnői címet viselt, nem élt egy háztartásban férjével. A nagyhercegné számára külön rezidenciát tartottak fenn Mannheimben, és itt nőttek fel gyermekei is.
1843. február 23-án Mannheimben Mária Amália feleségül ment William Alexander Archibald Hamiltonhoz skót főnemeshez, Hamilton és Brandon hercegi címeinek örököséhez, Douglas és Clydesdale márkijához. Boldog házasságukból három gyermek született:
- William Alexander Louis (1845–1895), Hamilton hercege és Brandon hercege
- Charles George (1847–1886), Selkirk grófja
- Mary Victoria (1850–1922), házassága révén először Monaco hercegnéje, majd Festetics grófné, majd hercegné.

Esküvőjét követően Mária Amália hercegnő és márkiné az Arran szigetén található Brodick-kastélyba költözött. Mikor férje 1852-ben megörökölte Hamilton és Brandon hercegségeket, a család állandó lakhelyként a Lannraig grófsági Hamilton palotát választotta. Mária Amália hercegnő rajongott a kertészetért, a palota kertjébe rózsalugasokat és virágágyásokat ültetett, valamint felépíttetett egy nyári lakot. 1855-ben a hercegné áttért protestáns vallásáról a római katolikus hitre.
Férje 1863-ban bekövetkezett halálát követően az özvegy hercegné elhagyta addigi otthonát. Utódja, Mary Montagu manchesteri hercegnő nem tanúsított érdeklődést a kertészet iránt, így a Mária Amália által tervezett kertek és a nyári lak pusztulásnak indult. A hercegnő szülőföldjén, Baden-Badenben hunyt el 1888. október 17-én. Egyetlen leányának utódai révén a hercegnő rokonságban áll a jelenlegi monacói uralkodóval, II. Albert monacói herceggel.